# Unione Sportiva Arsenaltaranto 1954-1955
Questa voce raccoglie le informazioni riguardanti l'Unione Sportiva Arsenaltaranto nelle competizioni ufficiali della stagione 1954-1955.

## Rosa
| N. |                   | Ruolo | Calciatore          |
| -- | ----------------- | ----- | ------------------- |
|    | Italia (bandiera) | D     | Mario Bernardel     |
|    | Italia (bandiera) | D     | Giorgio Bordignon   |
|    | Italia (bandiera) | C     | Fulvio Castaldi     |
|    | Italia (bandiera) | A     | Vincenzo Castellano |
|    | Italia (bandiera) | C     | Pietro Castignani   |
|    | Italia (bandiera) | A     | Enrico Cuoghi       |
|    | Italia (bandiera) | D     | Franco Civolani     |
|    | Italia (bandiera) | A     | Rocco D'Amore       |
|    | Italia (bandiera) | C     | Giancarlo Fabrello  |
|    | Italia (bandiera) | C     | Alessandro Ferrari  |
|    | Italia (bandiera) | P     | Roberto Franchin    |
|    | Italia (bandiera) | C     | Lamberto Giorgis    |

| N. |                   | Ruolo | Calciatore           |
| -- | ----------------- | ----- | -------------------- |
|    | Italia (bandiera) | C     | Mario Gobatto        |
|    | Italia (bandiera) | P     | Cosimo Malacari      |
|    | Italia (bandiera) | D     | Giovanni Manzella    |
|    | Italia (bandiera) | A     | Silvano Mari         |
|    | Italia (bandiera) | C     | Giordano Moiraghi    |
|    | Italia (bandiera) | D     | Giorgio Pellegrini   |
|    | Italia (bandiera) | P     | Giovanni Rossetti    |
|    | Italia (bandiera) | A     | Goffredo Stabellini  |
|    | Italia (bandiera) | D     | Mirco Tagliamento    |
|    | Italia (bandiera) | A     | Giovanni Veglianetti |

## Risultati

### Campionato

#### Girone di andata
| 19 settembre 1954 1ª giornata | Marzotto Valdagno | 1 – 0 | Arsenaltaranto |  |

| 8 novembre 1959 2ª giornata | Modena | 2 – 0 | Arsenaltaranto |  |

| 3 ottobre 1954 3ª giornata | Arsenaltaranto | 2 – 1 | Messina |  |

| 10 ottobre 1954 4ª giornata | Arsenaltaranto | 0 – 1 | Padova |  |

| 17 ottobre 1954 5ª giornata | Pavia | 4 – 1 | Arsenaltaranto |  |

| 24 ottobre 1954 6ª giornata | Salernitana | 1 – 1 | Arsenaltaranto |  |

| 31 ottobre 1954 7ª giornata | Arsenaltaranto | 2 – 0 | Parma |  |

| 7 novembre 1954 8ª giornata | Arsenaltaranto | 2 – 0 | Alessandria |  |

| 14 novembre 1954 9ª giornata | Legnano | 0 – 0 | Arsenaltaranto |  |

| 21 novembre 1954 10ª giornata | Brescia | 3 – 0 | Arsenaltaranto |  |

| 12 dicembre 1954 11ª giornata | Arsenaltaranto | 2 – 0 | Como |  |

| 19 dicembre 1954 12ª giornata | Arsenaltaranto | 1 – 0 | Treviso |  |

| 26 dicembre 1954 13ª giornata | Palermo | 1 – 0 | Arsenaltaranto |  |

| 14 ottobre 1945 14ª giornata | Vicenza | 4 – 1 | Arsenaltaranto |  |

| 9 gennaio 1955 15ª giornata | Arsenaltaranto | 2 – 1 | Cagliari |  |

| 23 gennaio 1955 16ª giornata | Arsenaltaranto | 2 – 0 | Verona |  |

| 30 gennaio 1955 17ª giornata | Simmenthal-Monza | 2 – 0 | Arsenaltaranto |  |

#### Girone di ritorno
| 6 febbraio 1955 18ª giornata | Arsenaltaranto | 2 – 1 | Marzotto Valdagno |  |

| 13 febbraio 1955 19ª giornata | Arsenaltaranto | 2 – 2 | Modena |  |

| 20 febbraio 1955 20ª giornata | Messina | 1 – 1 | Arsenaltaranto |  |

| 27 febbraio 1955 21ª giornata | Padova | 1 – 0 | Arsenaltaranto |  |

| 6 marzo 1955 22ª giornata | Arsenaltaranto | 1 – 0 | Pavia |  |

| 13 marzo 1955 23ª giornata | Arsenaltaranto | 1 – 1 | Salernitana |  |

| 20 marzo 1955 24ª giornata | Parma | 0 – 0 | Arsenaltaranto |  |

| 3 aprile 1955 25ª giornata | Alessandria | 1 – 0 | Arsenaltaranto |  |

| 10 aprile 1955 26ª giornata | Arsenaltaranto | 1 – 0 | Legnano |  |

| 17 aprile 1955 27ª giornata | Arsenaltaranto | 1 – 2 | Brescia |  |

| 24 aprile 1955 28ª giornata | Como | 1 – 0 | Arsenaltaranto |  |

| 1º maggio 1955 29ª giornata | Treviso | 3 – 0 | Arsenaltaranto |  |

| 8 maggio 1955 30ª giornata | Arsenaltaranto | 1 – 0 | Palermo |  |

| 15 maggio 1955 31ª giornata | Arsenaltaranto | 2 – 0 | L.R. Vicenza |  |

| 22 maggio 1955 32ª giornata | Cagliari | 1 – 1 | Arsenaltaranto |  |

| 5 giugno 1955 33ª giornata | Verona | 0 – 0 | Arsenaltaranto |  |

| 12 giugno 1955 34ª giornata | Arsenaltaranto | 2 – 3 | Simmenthal-Monza |  |

## Statistiche

### Statistiche di squadra
| Competizione | Punti | In casa | In casa | In casa | In casa | In casa | In casa | In trasferta | In trasferta | In trasferta | In trasferta | In trasferta | In trasferta | Totale | Totale | Totale | Totale | Totale | Totale | DR |
| Competizione | Punti | G       | V       | N       | P       | Gf      | Gs      | G            | V            | N            | P            | Gf           | Gs           | G      | V      | N      | P      | Gf     | Gs     | DR |
| ------------ | ----- | ------- | ------- | ------- | ------- | ------- | ------- | ------------ | ------------ | ------------ | ------------ | ------------ | ------------ | ------ | ------ | ------ | ------ | ------ | ------ | -- |
| Serie B      | 32    | 17      | 12      | 2       | 3       | 26      | 12      | 17           | 0            | 6            | 11           | 5            | 26           | 34     | 12     | 8      | 14     | 31     | 38     | -7 |

### Statistiche dei giocatori
| Giocatore      | Serie B  | Serie B |
| Giocatore      | Presenze | Reti    |
| -------------- | -------- | ------- |
| M. Bernardel   | 3        | 0       |
| G. Bordignon   | 29       | 2       |
| F. Castaldi    | 14       | 4       |
| V. Castellano  | 15       | 2       |
| P. Castignani  | 31       | 3       |
| E. Cuoghi      | 15       | 2       |
| R. D'Amore     | 1        | 0       |
| G. Fabrello    | 24       | 0       |
| A. Ferrari     | 30       | 4       |
| R. Franchin    | 22       | -23     |
| L. Giorgis     | 21       | 4       |
| M. Gobatto     | 8        | 0       |
| C. Malacari    | 8        | -9      |
| G. Manzella    | 14       | 1       |
| S. Mari        | 25       | 3       |
| G. Moiraghi    | 2        | 0       |
| G. Pellegrini  | 25       | 0       |
| G. Rossetti    | 4        | -6      |
| G. Stabellini  | 30       | 2       |
| M. Tagliamento | 31       | 0       |
| G. Veglianetti | 22       | 4       |